# Policía Nacional de Guinea Ecuatorial
La Polícia Nacional de Guinea Ecuatorial es un cuerpo armado del estado ecuatoguineano, de carácter permanente, de naturaleza civil, encargado de mantener y garantizar el orden público interno de ese país, brindar seguridad, y proteger a la población. 
Se define como profesional y jerarquizada. Tiene su sede en la ciudad de Malabo, en la Isla de Bioko,  al norte y en la parte insular de ese país africano. Depende del Ministerio de Seguridad en la actualidad bajo el mando de Nicolás Obama Nchama Tiene sus orígenes en la época colonial cuando la Policía Española tenía la responsabilidad de ejercer las funciones policiales en el territorio, se reclutaron entonces básicamente nativos de la etnia Fang. 
La oposición política al presidente Teodoro Obiang ha acusado a la policía de ese país de supuestos abusos, detenciones arbitrarias y acoso político; por su parte el gobierno de ese país rechaza tales acusaciones.